# Suzanne Lenglen

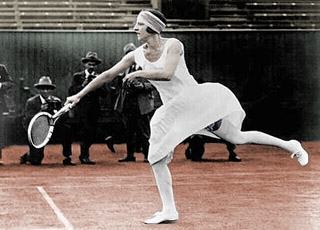
W trakcie meczu (1920)

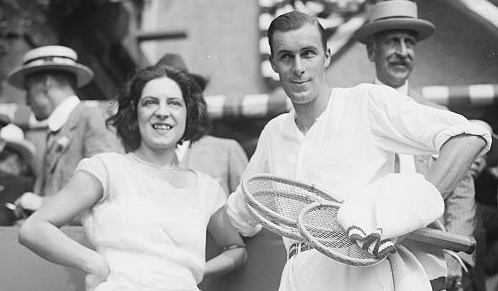
Suzanne Lenglen i Bill Tilden (lata 20.)

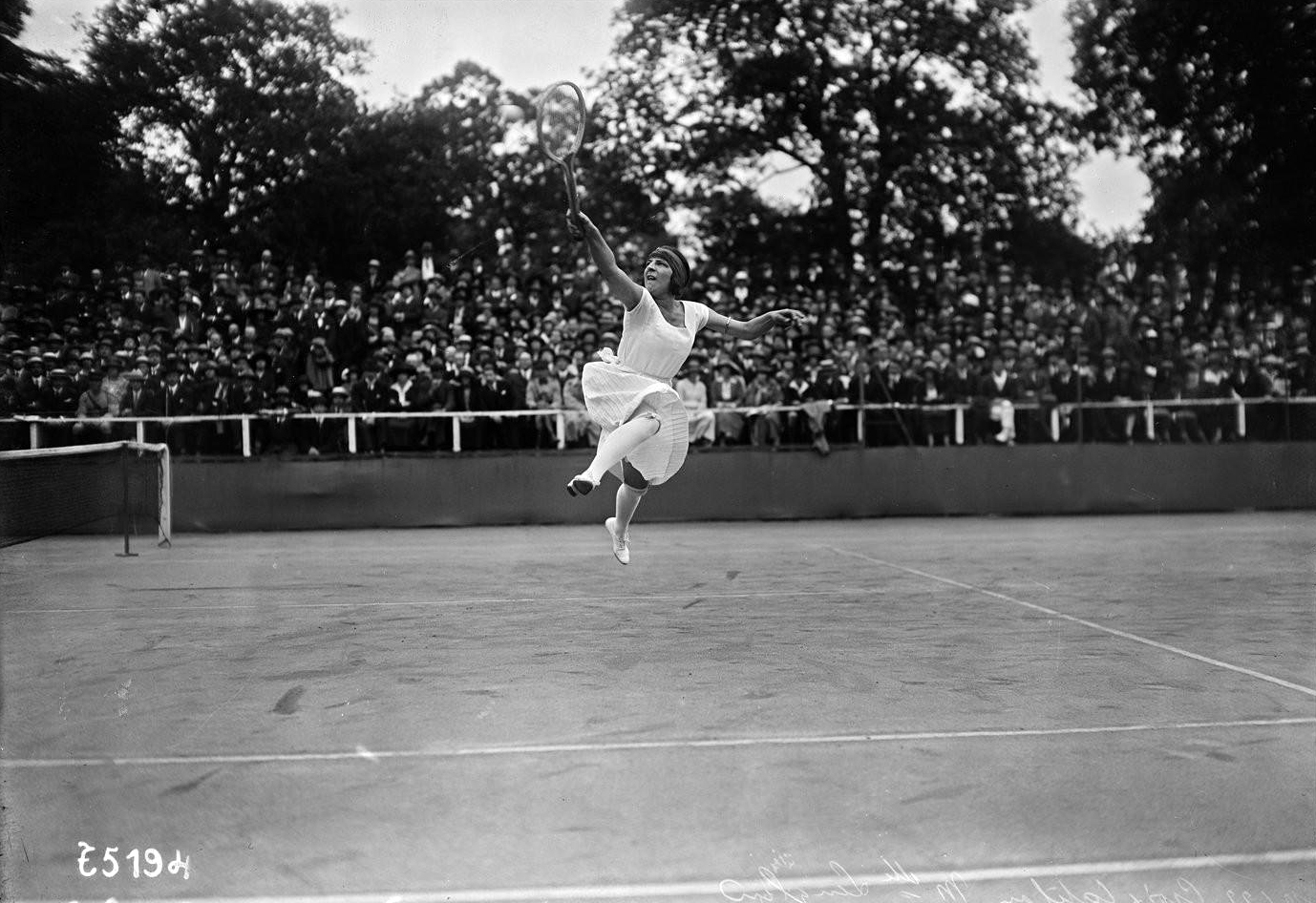
Suzanne Lenglen (1922)

Suzanne Rachel Flore Lenglen (ur. 24 maja 1899 w Paryżu, zm. 4 lipca 1938 tamże) – francuska tenisistka.
Była pierwszą tenisową sławą wśród kobiet i jedną z pierwszych międzynarodowych gwiazd kobiecego sportu. Francuska prasa ochrzciła ją mianem La Divine, czyli „boska”. Od 1919 do 1926 zdobyła 25 tytułów na kortach Roland Garros i w Wimbledonie.

## Dzieciństwo
Suzanne Lenglen, urodzona w Paryżu, była córką bogatego kupca i pasjonata sportowego Charlesa Lenglena, który pełnił też funkcję jej trenera, i jego żony Anaïs. Gdyby nie problemy zdrowotne, mała Lenglen prawdopodobnie nigdy nie sięgnęłaby po rakietę tenisową. Naukę tenisa zasugerował jej ojciec. Tenis miał ją wzmocnić i poprawić jej zdrowie. Po raz pierwszy odbiła piłeczkę na korcie w rodzinnej posiadłości w Marest-sur-Matz. Granie sprawiło dziewczynce tyle radości, że ojciec po przejściu na emeryturę postanowił trenować córkę w jednym celu: aby osiągnęła sukces i doszła do perfekcji. Jednymi z ćwiczeń było trafianie w rozłożone na korcie chusteczki, które zostały zastąpione później monetami, w które Lenglen musiała trafiać serwisem.

## Kariera amatorska
Cztery lata później, mając zaledwie 14 lat, Lenglen zagrała w finale mistrzostw Francji. Jej przeciwniczką była Marguerite Broquedis, z którą przegrała 7:5, 4:6, 3:6. W tym samym roku, mając już 15 lat, zdobyła mistrzostwa świata na kortach ziemnych, wygrywając zaliczany wówczas do Wielkiego Szlema turniej w Saint-Cloud. Wygrana ta sprawiła, że Lenglen zdobyła tytuł najmłodszego zwycięzcy wielkoszlemowego. Wybuch I wojny światowej przerwał do 1919 roku tenisową karierę Lenglen.
W 1919 roku Lenglen zadebiutowała na Wimbledonie. Grając po raz pierwszy na trawiastym podłożu, Lenglen wygrała finał z obrończynią tytułu i siedmiokrotną zwyciężczynią Dorotheą Douglass Chambers. Mecz cieszył się dużym zainteresowaniem. Na trybunach zasiadło ok. 8000 widzów, włączając w to króla Jerzego V i królową Marię. Lenglen zwyciężyła 10:8, 4:6, 9:7, mimo że jej przeciwniczka miała dwie piłki meczowe przy stanie 6:5 i 40:15 w trzecim secie.
Oprócz fenomenalnej gry, zauważano również jej nieco ekscentryczny jak na tamte czasy ubiór. Lenglen wystąpiła w sukience z odkrytymi ramionami i dołem sięgającym jedynie połowy łydki, kiedy pozostali zawodnicy grali w strojach zakrywających niemal całe ciało. Brytyjską publiczność zaszokowało również zachowanie Lenglen, która między setami koiła nerwy, popijając brandy lub koniak zmieszany z wodą i cukrem.
W 1920 roku Lenglen zdominowała rozgrywki singlowe kobiet na igrzyskach olimpijskich w Antwerpii, wygrywając złoty medal. Jej przeciwniczką w finale była Brytyjka Dorothy Holman. Lenglen straciła w tym spotkaniu tylko 3 gemy. Kolejne złoto wygrała w mikście z Maxem Décugisem, w duecie z Élisabeth d’Ayen wygrała natomiast brąz w grze podwójnej kobiet.
W latach od 1919 do 1925 Lenglen wygrywała Wimbledon każdego roku, wyłączając rok 1924 z powodów zdrowotnych (żółtaczka). W latach od 1920 do 1926 Lenglen wygrała French Open w grze pojedynczej sześciokrotnie i pięciokrotnie w grze podwójnej. W latach 1921 do 1923 wygrała również World Hard Court Championships. Zagrała w filmie instruktażowym „Tenis i jak się w niego gra”, który został pokazany w kronice filmowej w 1922 roku.
W 1921 roku Lenglen przegrała mecz z Mollą Mallory, Amerykanką o norweskich korzeniach. Organizatorzy bez jej wiedzy i zgody wpisali Lenglen na listę zawodników US Open. Będąc pod ogromną presją ze strony publiczności i mediów, Lenglen wbrew woli swojego ojca, zgodziła się wystąpić. Do Stanów Zjednoczonych dotarła na dzień przed zawodami, wycieńczona długą i męcząca podróżą. Jej pierwszą przeciwniczką była Mallory, obrończyni tytułu. Po przegraniu pierwszego seta, Lenglen dostała ataku kaszlu i nie była w stanie kontynuować gry. Kaszel okazał się, jak później zdiagnozowano, objawem kokluszu. Wycofaniem się ze spotkania Lenglen rozwścieczyła amerykańską publiczność i naraziła się tamtejszym mediom, które liczyły na występ z jakich Lenglen była znana. Nie mogąc kontynuować również meczów pokazowych będących jej pierwotnym celem podróży do Stanów Zjednoczonych, załamana Lenglen powróciła do domu.
Po wyzdrowieniu rozpoczęła przygotowania do powrotu na kort, co zrobiła w wielkim stylu, tym razem pokonując Mollę Mallory 6:2, 6:0 w ciągu 26 minut. Mecz ten jest uważany za najkrótszy finał singlowych rozgrywek kobiet w historii tenisa. Obie panie spotkały się po raz trzeci w Nicei, gdzie Lenglen nie dała przeciwniczce wygrać ani jednego gema. Według opowiadania Mary Kendall Browne, po meczu przy podaniu dłoni pod siatką Lenglen „zakaszlała” wymownie.
W lutym 1926 roku, wzięła udział w turnieju Carlton Club w Cannes, gdzie zagrała jedyny w swojej karierze mecz z 20-letnią Amerykanką, dwukrotną zwyciężczynią US Open – Helen Wills. Ponieważ obie tenisistki do tej pory unikały się nawzajem, mecz cieszył się olbrzymią popularnością, a bilety na czarnym rynku miały ceny astronomiczne. Ci, którym nie udało się kupić biletów, oglądali mecz z okien i dachów sąsiednich budynków. Niektórzy byli tak zdesperowani, że wdrapywali się na pobliskie drzewa i płoty. Lenglen wygrała spotkanie z wynikiem 6:3, 8:6. Zwycięstwo kilkukrotnie stało pod znakiem zapytania, co pozostawiło na niej ślad rozpaczy i zdruzgotania. W swojej książce pt. „Bogini i amerykańska dziewczyna. Historia Suzanne Lenglen i Helen Wills”, Larry Engleman pisze, że Lenglen miała zakaz od ojca grania z Wills. Ponieważ był to jeden z nielicznych wyjątków, kiedy córka sprzeciwiła się woli ojca, Lenglen spędziła bezsenną noc, denerwując się. Mecz z Wills był jej ostatnim spotkaniem amatorskim. Lenglen miała wprawdzie zaplanowaną siódmą już obronę tytułu na Wimbledonie, jednak wycofała się z turnieju, po gafie, która została odebrana przez arystokrację brytyjską jako atak na monarchię.

## Kariera zawodowa
W 1926 r. Lenglen zaakceptowała ofertę Charlesa C. Pyle’a, który zaoferował tenisistce 50 000 dolarów za tournée po Stanach Zjednoczonych. Przyjmując tę ofertę, Lenglen przeszła na ścieżkę zawodową i nie mogła już wystartować np. na Wimbledonie, który był zarezerwowany dla amatorów aż do nastania ery open.
Amerykańska trasa trwała około roku. W tym czasie Lenglen zagrała 38 meczów z Mary Kendall Browne, wszystkie wygrywając. Tournée cieszyło się dużym zainteresowaniem, Lenglen zarobiła dodatkowe 25 000 dolarów.
W lutym 1927 roku wyczerpana Lenglen wróciła do domu i po konsultacji z lekarzami zdecydowała się na zakończenie kariery zawodniczej. Przez jakiś czas pracowała dla domu mody, między innymi pozując dla „Vogue”. Niedługo później z finansową pomocą Jeana Tilliera otworzyła i poprowadziła szkołę tenisową w bliskim sąsiedztwie kortów Rolanda Garrosa. Szkoła cieszyła się tak dużym powodzeniem, że do dwóch już istniejących dobudowano jeszcze cztery korty, a w roku 1936 Francuska Federacja Tenisa uznała ośrodek za swoje centrum treningowe. Lenglen napisała też kilka książek o tematyce tenisowej.
Po przejściu na ścieżkę zawodową Lenglen była szeroko krytykowana. W odpowiedzi na krytykę Lenglen swoją decyzję nazwała „ucieczką od niewolnictwa”. W ciągu 12 lat bycia na szczycie występy Lenglen przyniosły miliony franków, ale nie jej – tylko organizatorom turniejów. Zapłaciła tysiące franków opłat wpisowych, żeby wystąpić w zawodach. Jak sama stwierdziła, pracowała ciężko przez całą swoją karierę i jak do tej pory nie zarobiła nawet 5000 dolarów, a nawet centa. Uznała, że zrobiła dla tenisa już wiele i teraz przyszła pora, żeby tenis się odwdzięczył i zrobił coś dla niej.
W czerwcu 1938 roku zdiagnozowano u niej białaczkę, trzy tygodnie później straciła wzrok. Zmarła 4 lipca. Jej ciało spoczywa na cmentarzu w Saint-Ouen niedaleko Paryża.
W 1978 roku Lenglen przyjęto do Międzynarodowej Tenisowej Galerii Sławy – organizacji zrzeszającej największe sławy tenisa, a prestiżowy brytyjski All England Lawn Tennis and Croquet Club organizujący od 1877 roku turniej wimbledoński umieścił ją pośród pięciorga największych czempionów tego turnieju. Od 1997 roku jej imię nosi drugi pod względem wielkości stadion w kompleksie Stade Roland Garros w Paryżu, a zwyciężczyni gry pojedynczej dostaje puchar nazwany „La Coupe Suzanne Lenglen”.
W ciągu swojej kariery Suzanne Lenglen wygrała 81 turniejów singlowych, z czego 7 bez straty gema. Dodatkowo zwyciężyła w 73 turniejach deblowych i 8 mikstowych. Pozostaje jedyną zawodniczką, która w jednym roku wygrała Wimbledon w grze singlowej, podwójnej i mikście (w latach 1920, 1922 i 1925).